# Joseph Maréchal

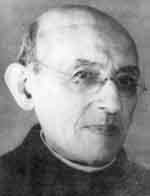
Joseph Maréchal

Joseph Maréchal (Charleroi, 1 juli 1878 - Heverlee, 11 december 1944) was een Belgisch jezuïet, filosoof, psycholoog en hoogleraar. Hij was een van de belangrijkste filosofen van het neothomisme.

## Levensloop

### Studies
Maréchal volgde middelbaar onderwijs in aan het college van Charleroi waar zijn vader vroeger nog wiskunde onderwezen had en hij trad in 1895 binnen bij de jezuïeten te Aarlen. Van 1898 tot 1901 studeerde hij filosofie bij het jezuïeten te Leuven en ging daarna naar de universiteit om zich te voor te bereiden op een wetenschappelijke loopbaan. In 1905 behaalde Maréchal er het doctoraat in de natuurwetenschappen, meer bepaald in de biologie. Van 1905 tot 1909 voltooide Maréchal zijn studies in de theologie.

### Carrière
Op 16 augustus 1908 werd Maréchal tot priester gewijd door kardinaal Mercier. Nog tijdens zijn theologiestudies begon Maréchal zijn loopbaan als lesgever biologie aan de jezuïetenstudenten. Maréchal specialiseerde zich verder in het Oostenrijkse Linz (1909-1910) en in de experimentele psychologie bij Wilhelm Wundt in München waar hij in 1911 verbleef.
Dat jaar werd hij definitief benoemd tot docent van de jezuïetenopleiding te Leuven. Hij onderwees er biologie en experimentele psychologie. Tijdens de Eerste Wereldoorlog week Maréchal uit naar Engeland waar hij zijn leeropdracht bleef uitoefenen. In 1919 werd hij hoogleraar aan het Hoger Instituut voor Wijsbegeerte van de Katholieke Universiteit Leuven. Omwille van gezondheidsredenen diende Maréchal het doceren stop te zetten in 1935. Daarna richtte Maréchal zich vooral op het schrijven van nieuwe werken maar ook op het begeleiden van talloze studenten tijdens hun opzoekingen.
In 1938 kreeg Maréchal de Tienjaarlijkse Prijs van de Filosofische Wetenschappen van de Académie royale de Belgique voor het geheel van zijn werken.
Tijdens de Tweede Wereldoorlog brak er brand uit in het jezuïetenhuis van Heverlee waar hij sinds 1927 verbleef. Maréchal verloor zijn dossiers en zijn nog niet-gepubliceerde werken in de brand. Hij stierf er in 1944.

## Maréchal als filosoof
Geïnspireerd door de encycliek Æterni Patris van paus Leo XIII uit 1879, verdiepte Maréchal zich in de studie van het thomisme, de filosofische school die de ideeën van Thomas van Aquino verspreidde. Hij vergeleek het thomisme met de leer van filosofen en wetenschappers uit zijn tijd zoals Henri Poincaré, Henri Bergson en anderen. Maréchal, die sterk beïnvloed werd door het transcendentaal idealisme van Immanuel Kant transponeerde de transcendentale methode van Kant in het opkomende neothomisme waardoor dit duidelijk aan dynamiek won. De nadruk van de leer lag nu op het dynamisme van het menselijk verstand en het bood de mogelijkheid om het toentertijd heersende kantiaans agnosticisme te doorbreken.
Vanaf 1923 publiceerde Maréchal een samenvatting van de metafysica in vijf cahiers. Het vijfde en laatste cahier werd postuum uitgegeven in 1947. De verzamelde geschriften werden gepubliceerd onder de titel: Le point de départ de la métaphysique.

## Maréchal als psycholoog
Maréchal bleef interesse hebben in de experimentele psychologie, een vak dat hij tot aan zijn afscheid in 1935 bleef doceren. Hij verdiepte zich in de relatie tussen de spiritualiteit en de psychologie van de mystici.
Tussen 1924 en 1937 schreef Maréchal een serie artikelen die in twee werken werden uitgegeven onder de titel: Etudes sur la psychologie des mystiques.

## Invloed van Maréchal
Het wetenschappelijk werk van Maréchal had een grote invloed op verscheidene theologen en filosofen waarvan de belangrijkste de Duitsers Karl Rahner en Johannes Baptist Lotz en de Canadees Bernard Lonergan zijn.

## Werken
- Le point de départ de la Métaphysique (5 cahiers), Brugge-Leuven, 1923-47.
- Etudes sur la psychologie des mystiques, (2 delen), Brugge-Brussel, 1924-37, in 1964 in het Engels vertaald: Studies in the Psychology of the Mystics, New York.
- Précis d'histoire de la philosophie moderne, Leuven, 1933.